# El Porvenir (Chile)
El Porvenir fue un periódico de San Fernando, el primero publicado en la antigua provincia de Colchagua, Chile. Circuló entre 1864 y 1870.

## Historia
En 1812 circuló el primer periódico de nuestro país, la Aurora de Chile. Pero debieron pasar muchos años para que San Fernando, la capital de la provincia de Colchagua tuviera su propia publicación. El Porvenir fue fundado el 28 de mayo de 1864, en una época de revitalización de la ciudad, luego de la llegada del ferrocarril en noviembre de 1862.
Publicado los días miércoles y sábado en San Fernando, la publicación no identifica a su editor, pero se sabe que salió a luz en la denominada Imprenta de San Fernando. Aunque señala en su prospecto no tener línea política, estuvo vinculado al Partido Liberal.
La capital provincial, aún profundamente rural, tenía 5.883 habitantes en 1865. Su municipalidad operaba desde 1840, aproximadamente, y contaba con subdelegado nombrado por el Gobierno. En especial a estos hombres públicos, el nuevo periódico anunció someter a escrutinio.
El Porvenir fue publicado hasta el 18 de septiembre de 1870, cuando circuló su edición 359, a seis años de su fundación.